# Gabriel Medina
Gabriel Medina, född 22 december 1993, är en brasiliansk professionell surfare.

## Karriär
Vid OS 2020 placerade sig Medina på en fjärde plats i shortboard. 2019 tog han guld i lagtävlingen och brons individuellt vid Världsspelen. Vid samma mästerskap 2023 tog han brons i lagtävlingen och 2024 tog han guld både i lagtävlingen och individuellt.